# Тагаері
Тагаері — один зі східних кланів індіанців ваорані, які проживають на території національного парку Ясуні, на сході Еквадору. Живуть в основному рахунок полювання і всіляко опираються контактам із зовнішнім світом, що дозволяє відносити їх до так званих неконтактних народів.